# 年古楼梅溪
年古楼 梅溪（ねんころう ばいけい、生没年不詳）とは、江戸時代の大坂の浮世絵師。

## 来歴
師系・経歴不明。大坂の人で年古楼梅溪と号す。文化13年（1816年）に役者絵を残している。

## 作品
- 「団九郎・嵐三五郎」　大判錦絵　池田文庫所蔵　※文化13年2月、大坂中の芝居『園雪恋組題』より